# 오카모토 히로시
오카모토 히로시(岡本寛志, 1977년 8월 27일 ~ )는 일본의 남성 성우, 내레이터이다. 아오니 프로덕션 소속. 나라현 출신.

## 출연작품
2003년
- 소닉X(간수B)
- 보보보보·보 보보(곰)
- ONE PIECE(관객)

2004년
- 하급생 2~눈동자 속의 소녀들~(불량1)
- 사무라이건(귀길)
- 소닉X(캐스터)
- BECK(선배남)
- 모험왕 비트(도둑-맨, 마을 사람, 울프, 죄인, 마을사람)
- 보보보보·보 보보(사원A, 히사주군3호, 닌자, 고양이, 요리사, 건벨 외)
- 명탐정 코난(마을사람) 제349화 「사랑과 유령과 지구 유산(후편)」
- 링에 걸어라 1(킨죠, 젊은이, 관객, 학생)
- ONE PIECE(55부대대원, 신병, 해적)

2005년
- 가이킹 LEGEND OF DAIKU-MARYU(고교생, 기회 세키코토)
- 카미츄! (아베 나오토)
- 기동전사 건담SEED DESTINY
- 은반 칼레이도 스코프(아나운서)
- 전국영웅 신화 새로운 해석진전10 용사 The Animation(역할의 이름 표시 없음)
- Xenosaga THE ANIMATION(레스터)
  - 모험왕 비트(수장 에이, 문지기, 마을사람)
- 모험왕 비트 엑셀리온(선원, 호위, 경비대장, 병사, 바람 대원)
- 보보보-보·보-보보(부하B, 나이트2, 우주인A, 신난다 미터군, 절망군〈2대〉, 대원, 백합 마인, 틴스이, 안녕 위수, 칸표군, 남자 아나운서, 부하)

ONE PIECE(부하C, 선원, 도민D, 부하, 목수, 직공, 기자, 직원 외)
2006년
- 가이킹 LEGEND OF DAIKU-MARYU(대리우스병, 부하, 로보트병, 드로이드병, 조리사, 다이로크스)
- 신족가족(남학생, 아나운서)
- 은빛의 오린시스(중년남성, 피난민)
- 나왔어요! 파워 파프걸Z(도망가는 시민)
- 가난 자매 이야기(젯날의 사람들)
- 모험왕 비트 엑셀리온(주민, 반델)
- 마지널 프린스〜월계수의 왕자들〜 (코바야시춘야)
- 꿈의 사도(사원1)
- 링에 걸어라1 일본 결전편(킨죠)
- ONE PIECE(오이모, 남자, 프랑키 일가, 해병, 공무원, 위병, 학자)

2007년
- 게게게의 키타로(제5작)(리포터)
- 수호 캐릭터! (체육 선생님, 코치)
- 노다메 칸타빌레(야마모토)
- 축!(해피☆럭키) 빅쿠리맨
- 히로익 에이지(타키우스, 모혹성대표, 오퍼레이터)
- 모노노케 (애니메이션)(요시리호의 남동생)
- ONE PIECE(바질, 일가의 남자, 병사, 마을의 남자, 헌터, 남성손님)

2008년
- 게게게의 키타로(제5작)(이치타로)
- 수호 캐릭터! (선생님)
- 수호 캐릭터!! 두근(소우마 운해)
- 네기보스의 아시타로(코론치키, 부하 외)
- 묘지의 키타로(바다 빵남)
- ONE PIECE(고양이 좀비, 유니콘 좀비, 회화 좀비, 좀비, 캡틴 존, 장군 좀비, 팬더 좀비, 코알라 좀비, 고릴라 좀비, 해적, 팬텀해적)

2009년
- 극상 메차모테 위원장(레이타)
- 안녕 앤〜Before Green Gables(죠)
- 전정의 발큐리아(컬·오자바르드)
- 네기파우스의 아사타로(두부 팔아 , 부하 , 마을사람)
- ONE PIECE(트비워라이다 , 상금 벌어 , 부하 , 스탭 , 아브의 부하 , 피터 맨의 부하 , 라이다즈 , 부하)

2010년
- 괴담 레스토랑(마크)

2011년
- 크로스파이트 비드맨(와시무라 유키히데)